# Infuneral
Infuneral är ett svenskt black metal-band som grundades år 2002 i Stockholm.

## Medlemmar
Nuvarande medlemmar
- Grave (aka A. Death) – sång, gitarr
- Casket – trummor, basgitarr

Tidigare medlemmar
- Catacomb (Mikael Carlsson aka N. Sadist) – basgitarr
- Morgue (aka RH) – basgitarr (?–2009)
- Crypt – trummor
- Tomb – gitarr
- Vault – gitarr, basgitarr

Turnerande medlemmar
- Emp-T – gitarr

## Diskografi
Demo
- A Pile of Skulls (2002)
- Bloodstaind Journey (2003)
- Beneath the False Moon (2005)

Studioalbum
- Sepulchral Monument (2007)
- Torn from the Abyss (2011)

EP
- A Scent of Death (2011)

Annat
- Infuneral / The Last Knell (delad album, 2013)